# Hypolimnas maglovius
Hypolimnas maglovius är en fjärilsart som beskrevs av Hans Fruhstorfer 1912. Hypolimnas maglovius ingår i släktet Hypolimnas och familjen praktfjärilar. Inga underarter finns listade i Catalogue of Life.